# 神谷直光
神谷 直光（かみや なおみつ、天正9年（1581年） - 寛文3年（1663年））は、江戸時代初期の兵法家、剣客。直心流の創始者。晩年には紙屋の自称も使用した。号は傳心斎（伝心斎）、通称は丈左衛門（または文左衛門）、諱は真光とする別字も伝わる。
若年から武芸を磨いて十五もの流派を修めたが、四十を過ぎて小笠原長治に敗れたことを契機に小笠原門下に入り、真新陰流を修行した。
長治の弟と立会って敗れたとする異伝もある。
ある時、直光が「武蔵とて打込めないことはない」というと長治に窘められ、2人は勝負することとなった。武蔵のように、二刀をもって挑む長治に対して直光は「我に策あり」と言い、立会いの末に勝利した。
67歳の時、剣術の本意を「これまでの全ての試合は外道であり、根本は仁義礼智に基づかねば本物でない。己を捨て、直心で行い、邪心を絶たねば自然に悖る」と定め、真新陰流を直心流と改めた。
道統は高橋重治が継いで直心正統流とし、更に山田光徳を経て直心影流となり、幕末の江戸四大道場の一角となった。